# 언니네
언니네는 대한민국의 포털 사이트이다. 2000년 4월에 설립되었다. 언니네의 설립 목적은 '여성문제'에 대해 고민하고, 여성의 시각으로 '세상'을 바라보며, 여성의 삶에 대한 가식적인 희망보다는 솔직한 가능성을 탐구하고, 그 시각과 느낌을 공유하여 진정한 공동체를 건설하자는 것이다. 언니네는 여성단체 언니네트워크가 운영하는 여성주의 포털 사이트다.

## 상훈
- 2000년 4월 라이코스 코리아 추천사이트 선정
- 2000년 5월 알타포탈, 심마니 추천사이트 선정
- 2001년 YWCA 선정 '좋은 여성사이트상' 수상
- 2005년 제3회 고정희상 수상 (언니네트워크)
- 2005년 정보트러스트 어워드 수상

## 같이 보기
- 일다
- 여성신문
- 이프
- 잡년 행진